# Ongodjou
Ongodjou (Broj stanovnika: 11.500) je grad na otoku Anjouan na Komorima. To je 4. po veličini grad na Anjouanu i šesti po veličini na Komorima.